# 馬利什夫卡 (卡扎京區)
49°36′40″N 28°52′36″E / 49.61111°N 28.87667°E
馬利什夫卡（烏克蘭語：Малишівка），是烏克蘭的村落，位於該國西南部文尼察州，由赫米利尼克區負責管轄，始建於1650年，面積0.66平方公里，海拔高度289米，2001年人口64，人口密度每平方公里96.97人。